# アメリカ合衆国サイバーセキュリティ・社会基盤安全保障庁
アメリカ合衆国サイバーセキュリティ・社会基盤安全保障庁（アメリカがっしゅうこくサイバーセキュリティ・しゃかいきばんあんぜんほしょうちょう、英: Cybersecurity and Infrastructure Security Agency、略称: CISA）は、アメリカの行政機関のひとつであり、国土安全保障省の外局として運用されている。前身は国家防護・計画局 (英: National Protection and Programs Directorate、略称: NPPD) である。ドナルド・トランプ大統領が、サイバーセキュリティ・社会基盤安全保障庁法に署名したことにより、2018年11月16日に設立された。現職のジェン・イースタリー長官の人事案が、2021年7月12日に上院で全会一致で承認されるまで、ブランドン・ウェールズが長官代行を務めていた。
クリス・クレブス国家防護・計画局長が初代の長官に、マシュー・トラヴィス国家防護・計画局次長が初代の副長官に就任した。サイバーセキュリティ・社会基盤安全保障庁に期待される役割は、政府のあらゆるレベルにおけるサイバーセキュリティの改善、サイバーセキュリティプログラムの州間の調整、国家・民間・国民のハッカーに対する政府のコンピュータセキュリティ計画を改善することである。

## 歴史
前身の国家防護・計画局 (NPPD)は、国土安全保障省の内部部局として2007年に設立された。NPPDの目標は、アメリカの重要な物理的・サイバー的なインフラに対する脅威を削減及び排除することによって、アメリカの国家安全保障政策に寄与することであった。

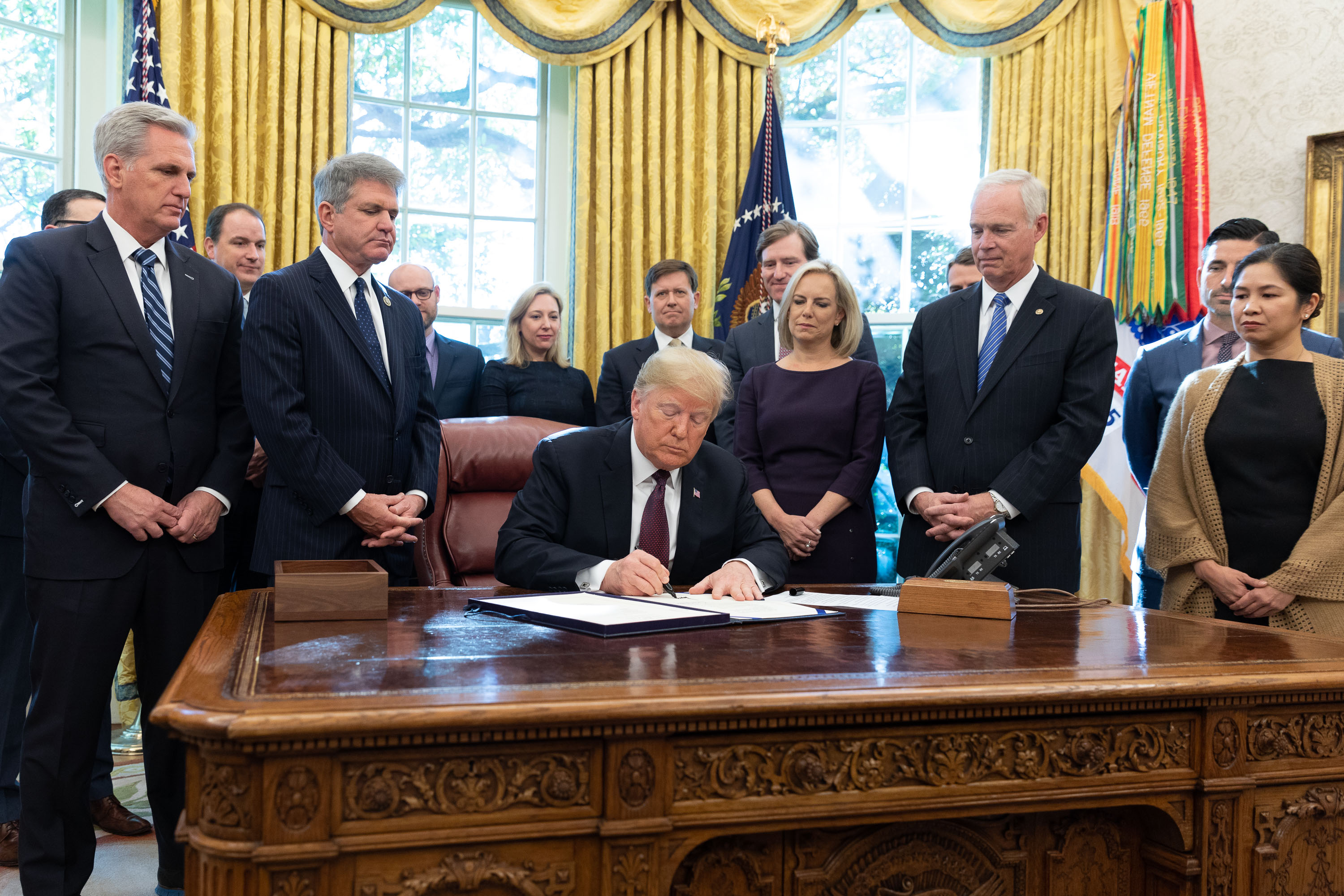
サイバーセキュリティ・社会基盤安全保障庁法に署名するトランプ大統領。

2018年11月16日、ドナルド・トランプ大統領が、国土安全保障省内における国家防護・計画局を発展的に改組し、サイバーセキュリティ・社会基盤安全保障庁 (CISA) とするためにサイバーセキュリティ・社会基盤安全保障庁法に署名した。CISAはNPPDの後継機関であり、サイバーセキュリティの問題に取り組む際に、他の政府機関と民間組織を支援している。
2019年1月22日、CISAは最初の緊急指令 (19-01: DNSインフラストラクチャの改ざんの軽減) を発し、DNSスプーフィング技術を使用した中間者攻撃について、「活発的な攻撃者が政府機関を標的にしている。」と警告した。ファイヤー・アイ研究グループ (Research group FireEye) は、「初期の研究によると、責任的な立場にいる攻撃者がイランとつながっていることを示唆している。」と発表した。
2020年、CISAは、2020年アメリカ合衆国大統領選挙に関連する偽情報に対抗するために、「噂のコントロール (Rumor Control) 」と題するウェブサイトを公開した。2020年11月12日、CISAはプレスリリースを発表し、「いかなる投票システムも、投票を削除されたり、喪失したり、投票を改ざんされたり、また何らかの形で侵害されたという証拠はない。」と主張した。同日、クレブス長官は、トランプ政権によって解任される予定であることが発表された。その後クレブスは、2020年11月17日にトランプ大統領のツイートにより、選挙の安全に関連するコメントを理由に解任されたと発表された。

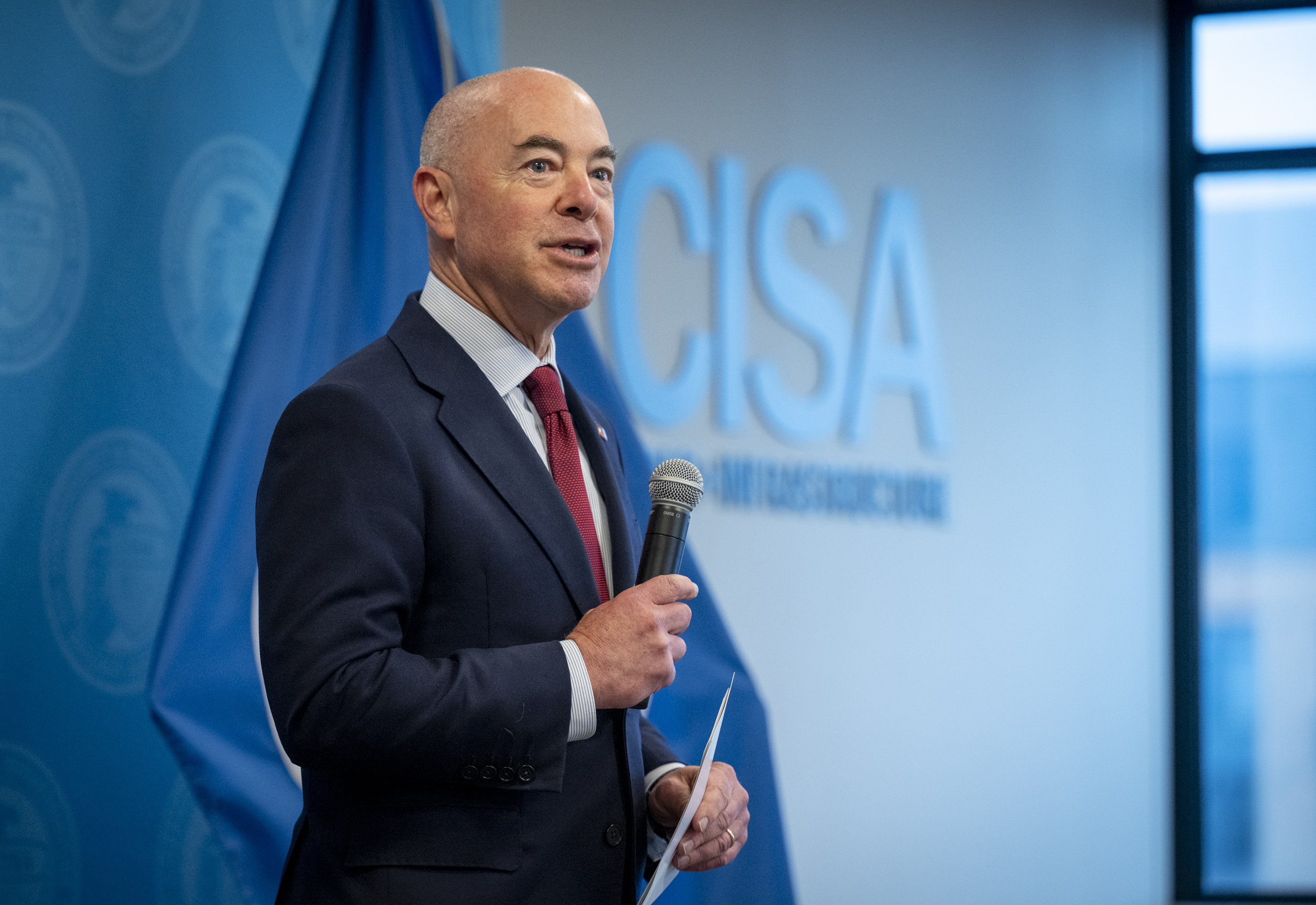
2021年8月、バージニア州アーリントン郡のCISA本庁におけるアレハンドロ・マヨルカス 国土安全保障長官。

ブライアン・ウェア副長官も11月12日に辞表を提出し、辞任を願い出たと発表された。
2021年7月12日、7月4日からの休会を終えた上院は、ジェン・イースタリーの長官人事案に対し、音声投票で承認した。イースタリーの指名については、6月16日に上院国土安全保障・政府問題委員会が好意的な報告を行ったが、リック・スコット上院議員は、大統領又は副大統領が、メキシコと接する南部の国境地帯を訪れるまでは、より広範な国家安全保障上の懸念について議論すべきであると主張し、投票を保留したと報じられた。

## 問題点
世界政治研究所の学生誌Active Measuresは、2020年10月の記事で、CISAには執行部門を有していないと発表した。2010年まで移民・関税執行局の執行部門であった連邦防護局は、その後CISAの執行も担うようになり、2019年5月に国土安全保障省管理局に移管された。

## 業績
2020年12月17日、複数のアメリカ政府機関が、ロシアの関与が疑われる海外のハッカーから数か月間にわたる大規模な攻撃を受けていたことを明らかにした。

## 組織
CISAの以下の組織から構成されている。
- 国家サイバーセキュリティ・通信統合センター
- 州間相互運用性調整全国評議会 (NCSWIC)
- 社会基盤安全保障事業部
- 緊急通信事業部
- 国立危機管理センター
- 統合事業本部
- 利害関係者関係本部
- 国家緊急技術防衛隊 (通常は編制されていないが長官の指示でいつでも編制することが可能である。)
- 国立サイバーセキュリティ人材養成所

## 長官一覧
| 代 | 長官                 | 長官                 | 任期           | 任期           | 任期       |
| 代 | 公式写真             | 氏名                 | 就任日         | 退任日         | 日数       |
| -- | -------------------- | -------------------- | -------------- | -------------- | ---------- |
| 1  | クリス・クレブス     | クリス・クレブス     | 2018年11月16日 | 2020年11月17日 | 2年, 1日   |
| 2  | ジェン・イースタリー | ジェン・イースタリー | 2021年7月13日  | 現職           | 3年, 242日 |